# Tamași, Bacău
Tamași (maghiară Tamás) este satul de reședință al comunei cu același nume din județul Bacău, Moldova, România.